# Warpig
Warpig (dt. Kriegsschwein bzw. Hund des Krieges) ist eine kanadische Progressive- und Hard-Rock-Band.

## Geschichte
Warpig wurde Ende 1968 in Woodstock gegründet. 1970 brachte die Band ihr einziges Album Warpig heraus.
Produzent Robert Thomson wurde 1969 auf die Band aufmerksam. So kam es zur Unterzeichnung eines Plattenvertrages mit Fonthill Records und bald darauf nahm Warpig 1969/70 in einem Studio in Toronto ihr erstes Album auf.
London Records kaufte Warpig aus dem Vertrag mit Fonthill Records frei. Das Album wurde neu gemastert, umgestaltet und im Jahre 1973 neuveröffentlicht. Mit den neuen Aufnahmen der Songs Rock Star und Flaggit als Single, schafften sie es im selben Jahr in die Top 100 der Charts.
Später tourten sie als Vorband mit britischen und amerikanischen Bands wie z. B. Manfred Mann, Savoy Brown, Quicksilver Messenger Service und Joe Walsh.
Fehlentscheidungen des Managements sowie Unstimmigkeiten zwischen Band und Management im Hinblick auf die einzuschlagende musikalische Richtung führten dazu, dass die Aufnahmen zu einem zweiten Album eingestellt wurden. 
Dies verursachte ebenfalls Uneinigkeit innerhalb der Band und Mitte der 70er lösten sich Warpig, allen Versuchen des Weiterbestehens mit neuen Bandmitgliedern zum Trotz, allmählich auf.
Nun, mehr als 30 Jahre später, fanden sich Warpig in ihrer line-up Formation wieder zusammen und die Fertigstellung ihres unvollendeten zweiten Albums mit bisher unveröffentlichten frühen Aufnahmen und einigen neuen Kompositionen wird fortgeführt.

## Diskografie
- 1970: Warpig (Fonthill Records)
- 1973: Warpig (London Records; Wiederveröffentlichung)
- 1973: Rock Star / Flaggit (London Records; Single)